# Hôtel de la Division
L’hôtel de la Division, également appelé hôtel Gros de Béler, est un hôtel particulier français implanté à Périgueux dans le département de la Dordogne, en région Nouvelle-Aquitaine.
Il fait l'objet d’une protection au titre des monuments historiques.

## Localisation

Plan des allées de Tourny.

L'hôtel de la Division se situe en Périgord blanc, au centre du département de la Dordogne, en périphérie du secteur sauvegardé de Périgueux, place Yves-Guéna, à l'angle de l'avenue Georges-Pompidou et des allées de Tourny.

## Histoire
De retour d'Italie, Jean Baptiste Michel  Duclaud, chanoine de la cathédrale Saint-Front, fait construire en 1783 un hôtel particulier au bas de la rue de Paris (actuelle avenue Georges-Pompidou). Deux ans plus tard, lors du mariage de Jeanne Michel-Duclaud avec Jean Antoine Gros de Béler, le bâtiment passe à la famille Gros de Béler. En 1863, son propriétaire est un certain Durand qui le lègue à la famille Bardy de Fourtou (ou Bardi de Fourtou). La famille Secrestat-Escande en devient ensuite propriétaire.
Dans les années 1950, en vue d'implanter un nouveau théâtre à cet endroit, la municipalité de Périgueux envisage de l'acheter pour le détruire puis abandonne cette idée en 1956, à la suite des réticences émises deux ans plus tôt par la Société historique et archéologique du Périgord, confortée ensuite par la population. En 1958, l'architecte André Secret transforme l'édifice, déplaçant son entrée vers la façade sud, sur les allées de Tourny.
L'édifice est inscrit au titre des monuments historiques pour ses façades et toitures depuis le 9 novembre 1960.
Son adresse change à nouveau en 2003 lorsque la place située à l'angle de l'avenue Georges-Pompidou, de la rue Victor-Hugo, du boulevard Michel-Montaigne, du cours Tourny, et des allées de Tourny est baptisée « place Yves-Guéna ».

## Galerie de photos

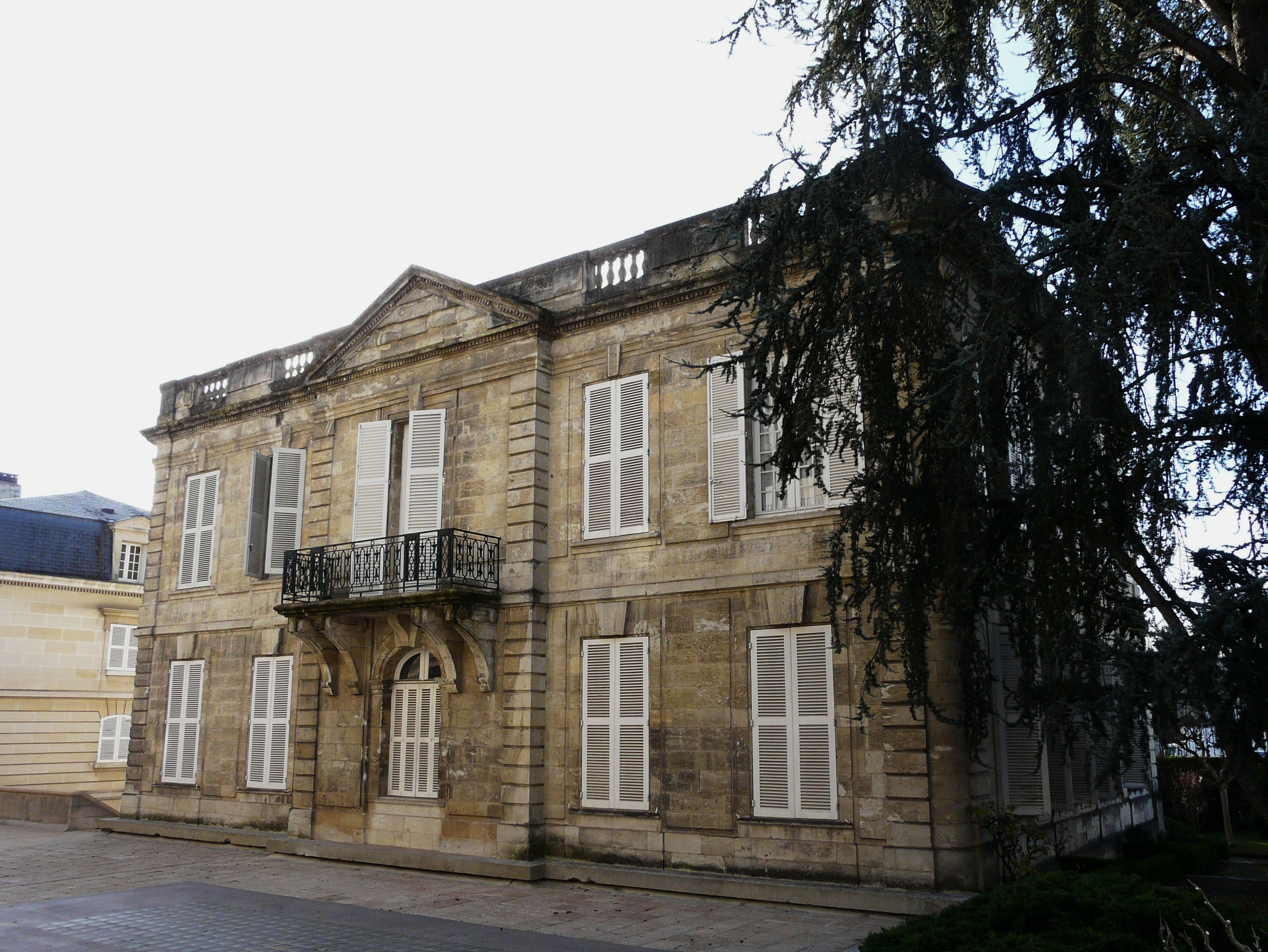
La façade nord.
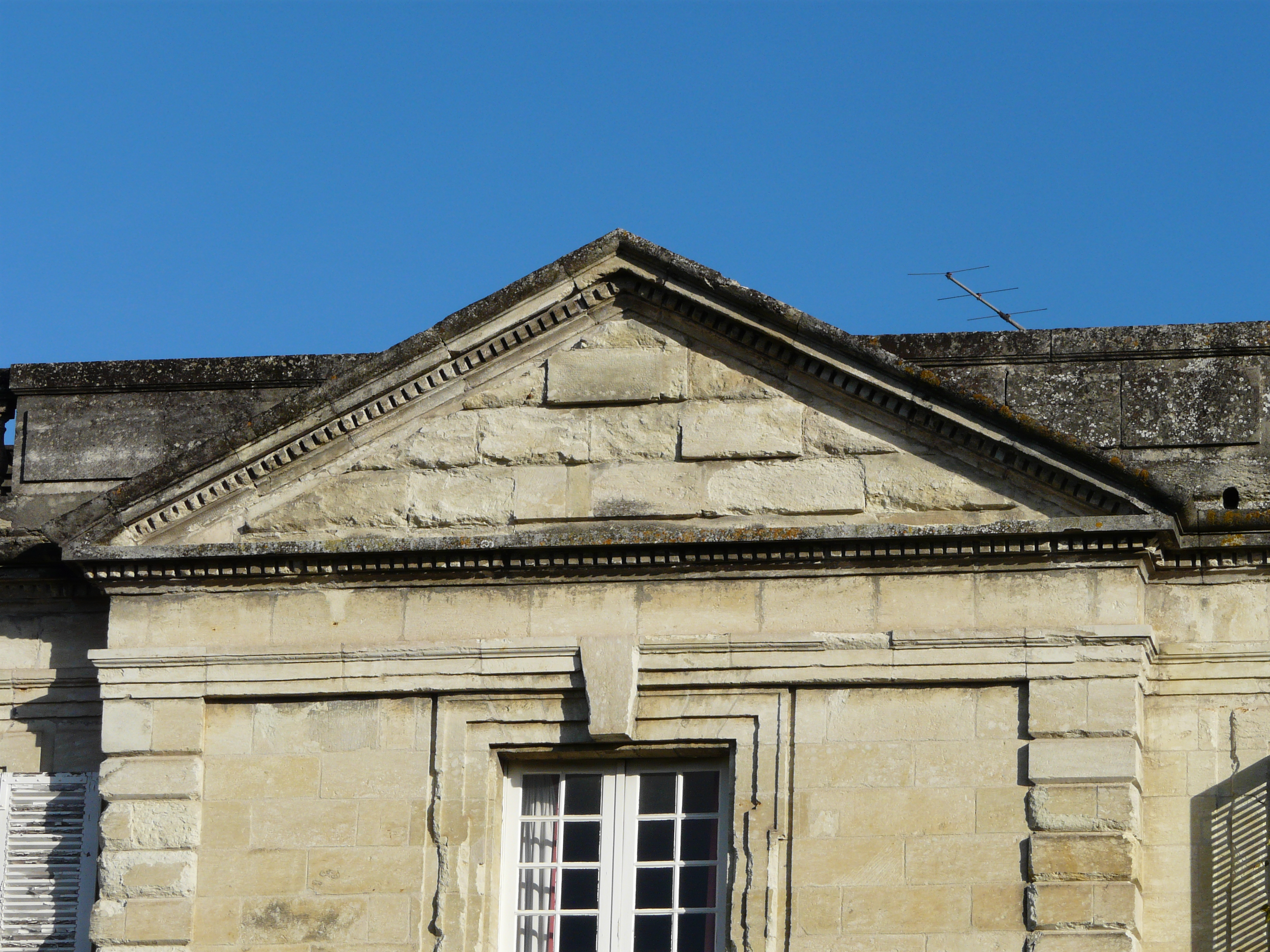
Le fronton de la façade sud.
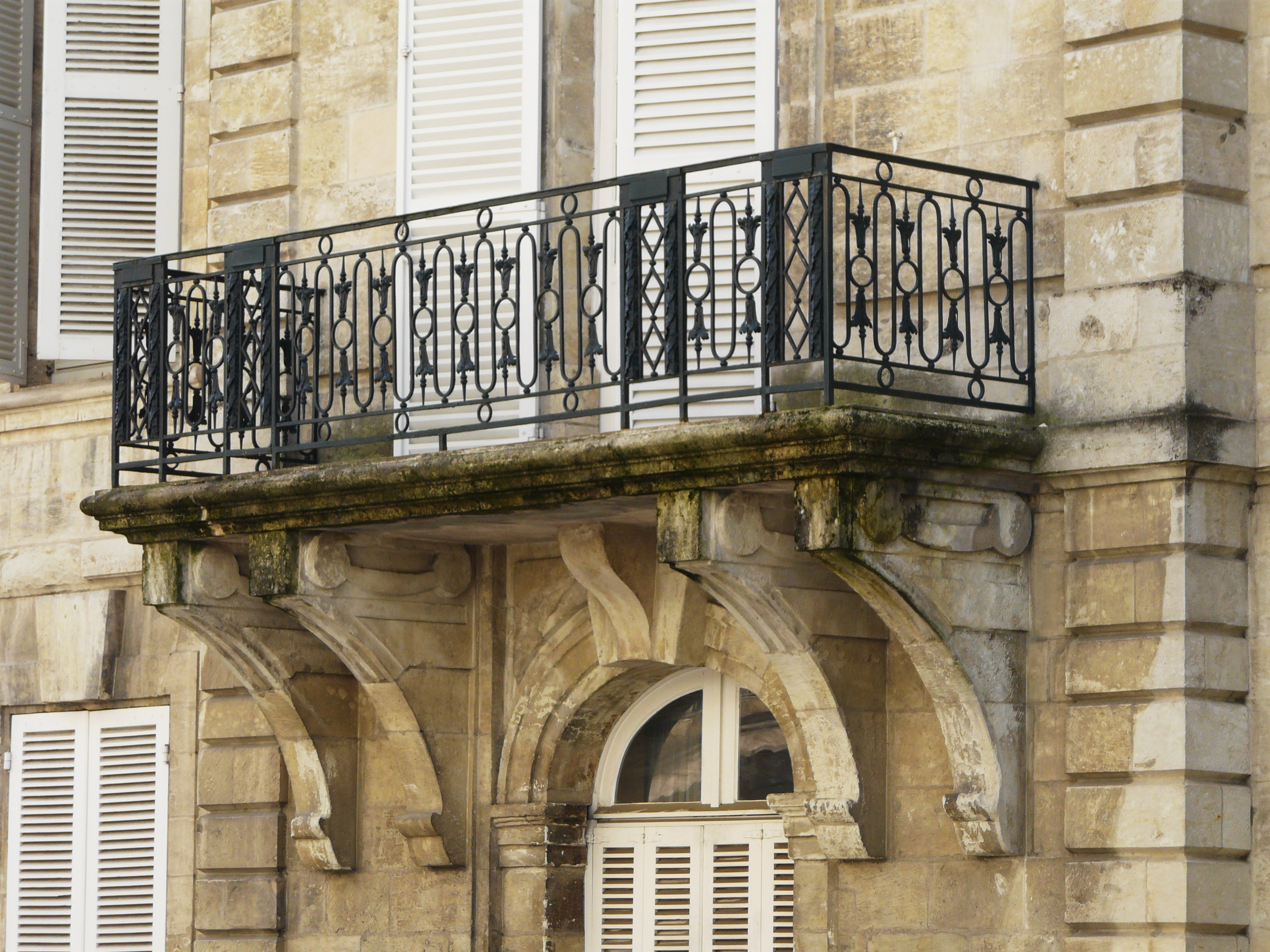
Le balcon de la façade nord.
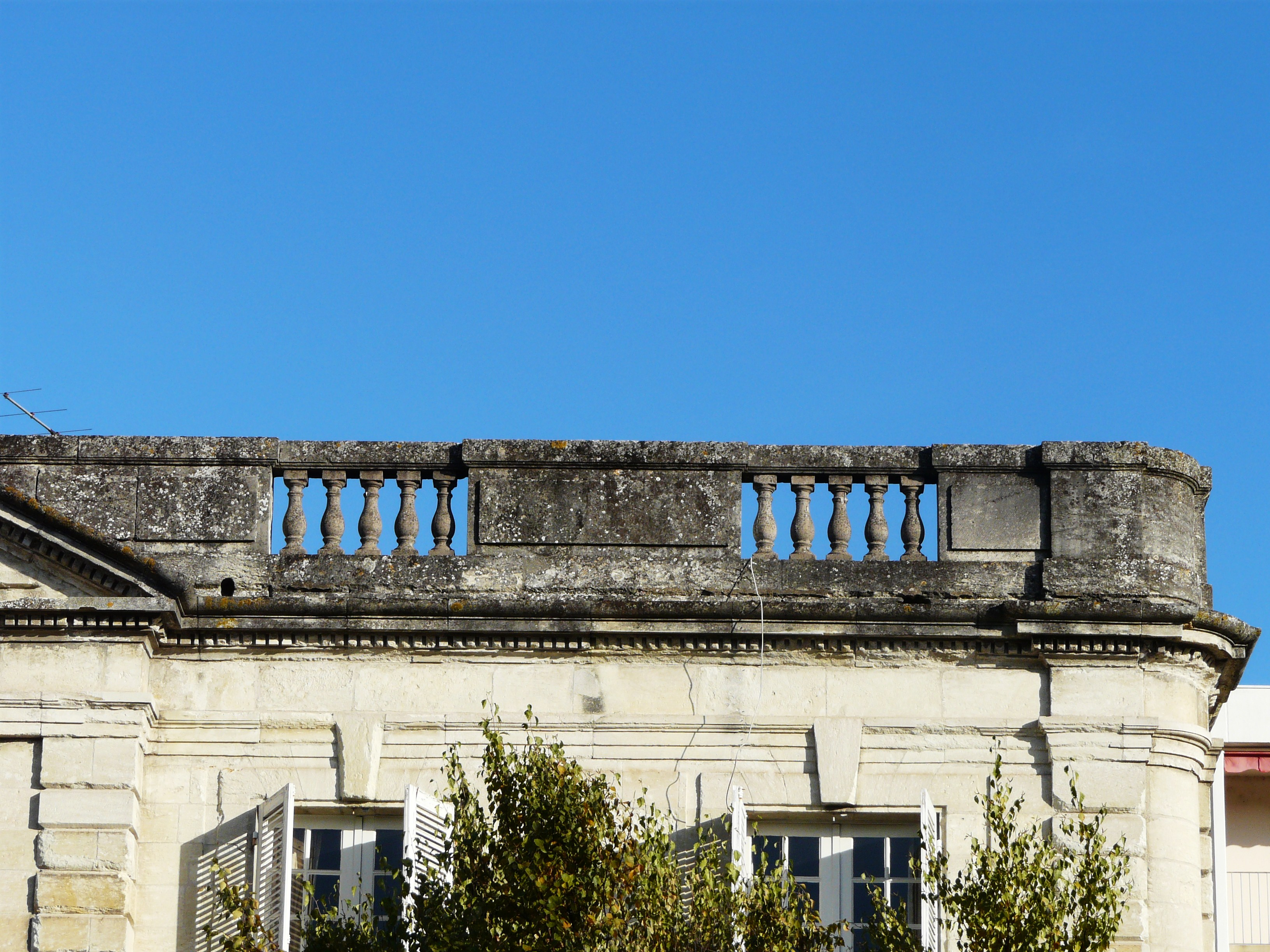
Le toit-terrasse.